# Kodama Yoshio

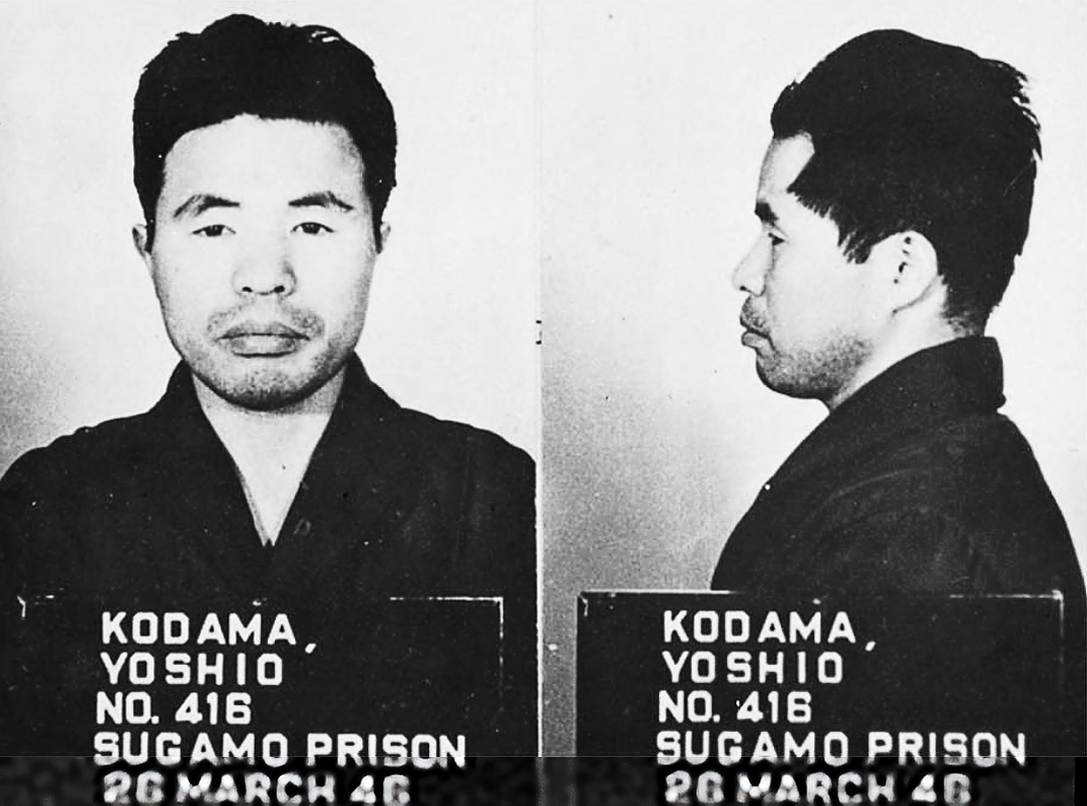
Kodama Yoshio während seiner Einlieferung in das Sugamo-Gefängnis (26. März 1946)

Kodama Yoshio (japanisch 児玉 誉士夫; * 18. Februar 1911 in Nihonmatsu; † 17. Januar 1984 in Tokio) war ein politisch engagierter japanischer Krimineller, der intensive Kontakte zur japanischen Führungsschicht vor und nach dem Zweiten Weltkrieg besaß. Von den 1950er bis in die 1970er Jahre hinein war Kodama aufgrund seiner engen Beziehungen zu den Politikern der japanischen Regierungspartei LDP der Kuromaku (黒幕) aller Yakuza.

## Leben

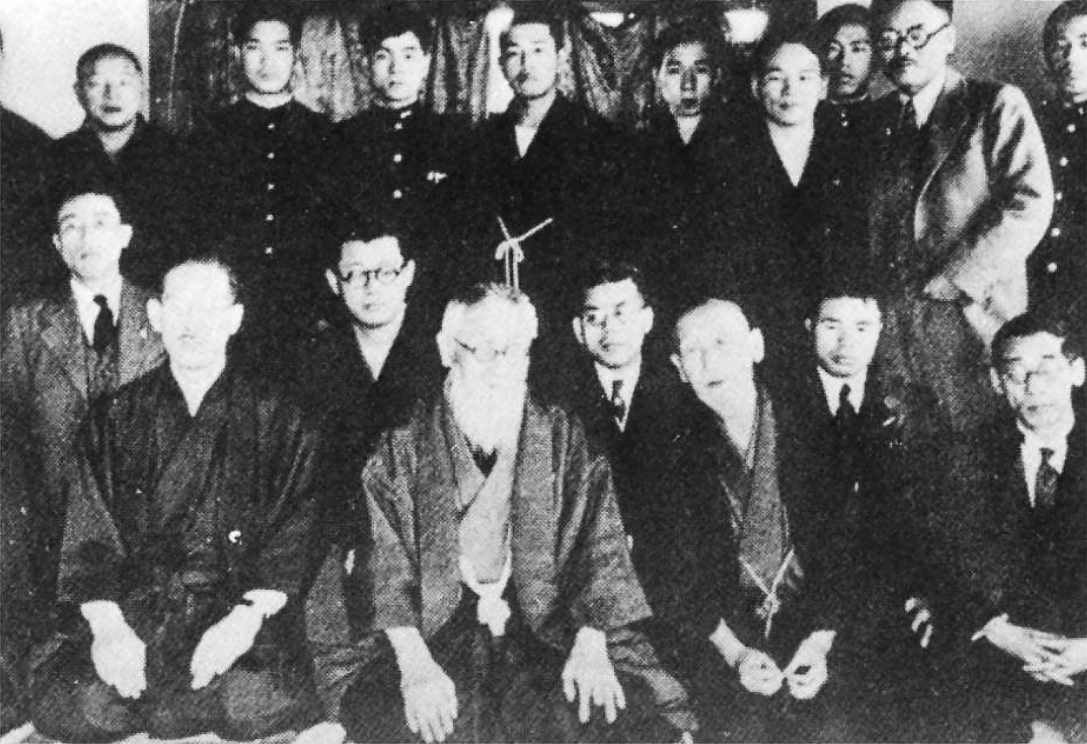
Tōyama Mitsuru (Mitte) und Kodama Yoshio (erste Reihe, zweiter von rechts) während eines Treffens der Gen’yōsha

Kodama war der fünfte Sohn eines bankrottgegangenen Geschäftsmannes aus Nihonmatsu. 1920 wurde er zu entfernten Verwandten nach Korea geschickt und verbrachte drei Jahre in der japanischen Kolonie. Er wurde schlecht behandelt, litt unter Isolation und musste Kinderarbeit in einem Stahlwerk leisten.
Im Alter von zwölf Jahren floh er nach Japan und geriet in Kontakt zu Yakuza, die ihn als Schützling adoptierten. Seine ersten Aufgaben bestanden beispielsweise darin, Gewerkschafter zusammenzuschlagen, die Demonstrationen gegen unwürdige Arbeitsbedingungen organisierten. Aus diesem Grund praktizierte er Karate. In diesem Milieu lernte er die japanischen Geheimgesellschaften und ultranationalistischen Parteien kennen, deren Ziel die Expansion Japans auf ganz Ostasien war.
Ende der 1920er Jahre trat er in die Geheimgesellschaften Gen’yōsha und Kenkoku-kai („Gesellschaft für die Gründung der Nation“) ein. 1929 versuchte er während einer Parade, Kaiser Hirohito einen selbstverfassten Aufruf zu gesteigertem Patriotismus zu überreichen. Er wurde aber von den Sicherungskräften abgefangen und daraufhin für sechs Monate eingesperrt. Während dieser Haftzeit schrieb er sein erstes Buch, eine Fibel für fanatische japanische Nationalisten. Nach seiner Freilassung wurde er von Toyama Mitsuru in die Mandschurei geschickt und war dort unter dem Befehl von Doihara Kenji an der Unterdrückung des antijapanischen Widerstands beteiligt. Einige Monate später kehrte Kodama nach Japan zurück.

### Ultranationalistischer Terrorist und Yakuza
1933 formte Kodama seine eigene paramilitärische Gruppe mit dem Namen “Unabhängige Jugendorganisation” (独立青年社, Dokuritsu Seinen-sha). Ihre Haupttätigkeit bestand darin, Opium aus Japan nach Korea und die Mandschurei zu exportieren, um den Widerstand der einheimischen Bevölkerung gegen die japanische Fremdherrschaft zu brechen.
Seine Gruppe war in Zusammenarbeit mit der Gruppe Tenkōkai (天行会, „Gesellschaft für himmlische Aktion“) für die Ermordung dreier japanischer Politiker verantwortlich, die für eine friedliche Koexistenz von Japan, Korea und China eintraten. Im Jahr 1934 war Kodama an der Planung eines Attentats auf den Premierminister Saitō Makoto beteiligt. Der Anschlag wurde von der japanischen Polizei verhindert und Kodama verhaftet. Dreieinhalb Jahre später wurde er auf Veranlassung von Doihara Kenji vor dem Ausbruch des Zweiten Chinesisch-Japanischen Krieges im April 1937 aus dem Fuchū-Gefängnis entlassen.

### Zweiter Japanisch-Chinesischer Krieg und Pazifikkrieg

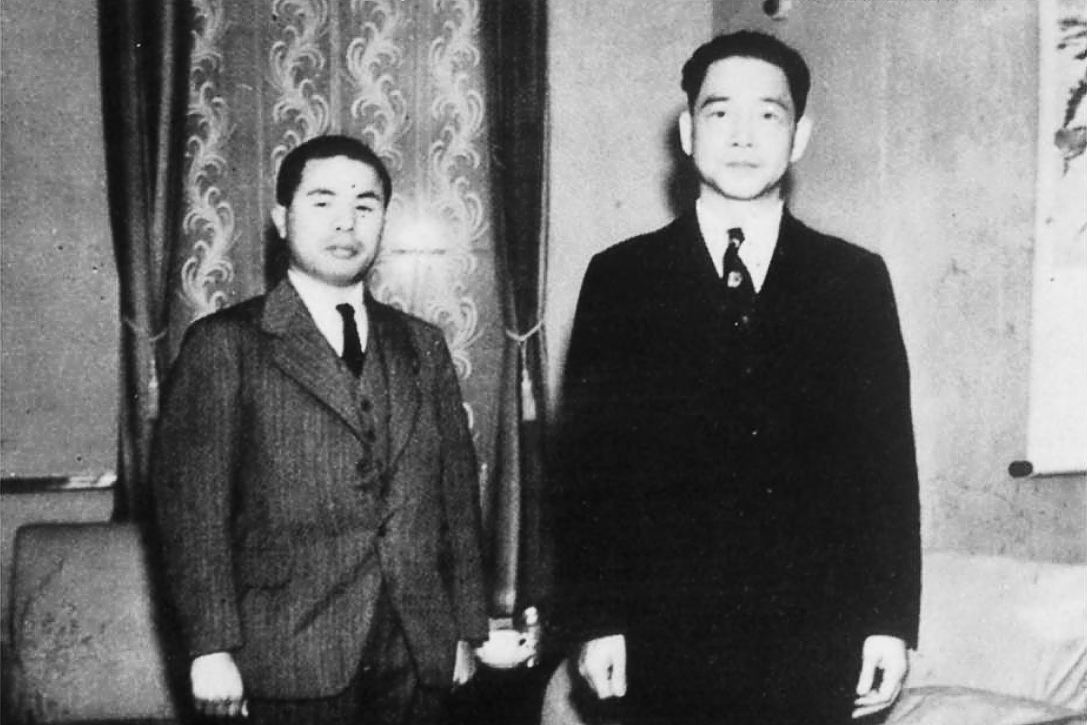
Kodama Yoshio als Bodyguard des chinesischen Kollaborateurs Wang Jingwei (1939)

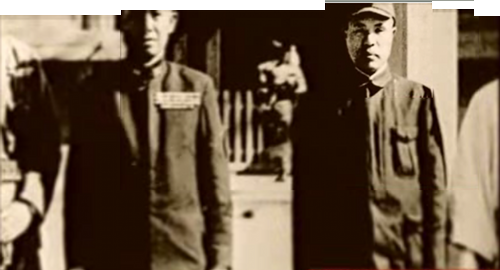
Kodama Yoshio während seiner Dienstzeit in China (Zwischen 1941 und 1945)

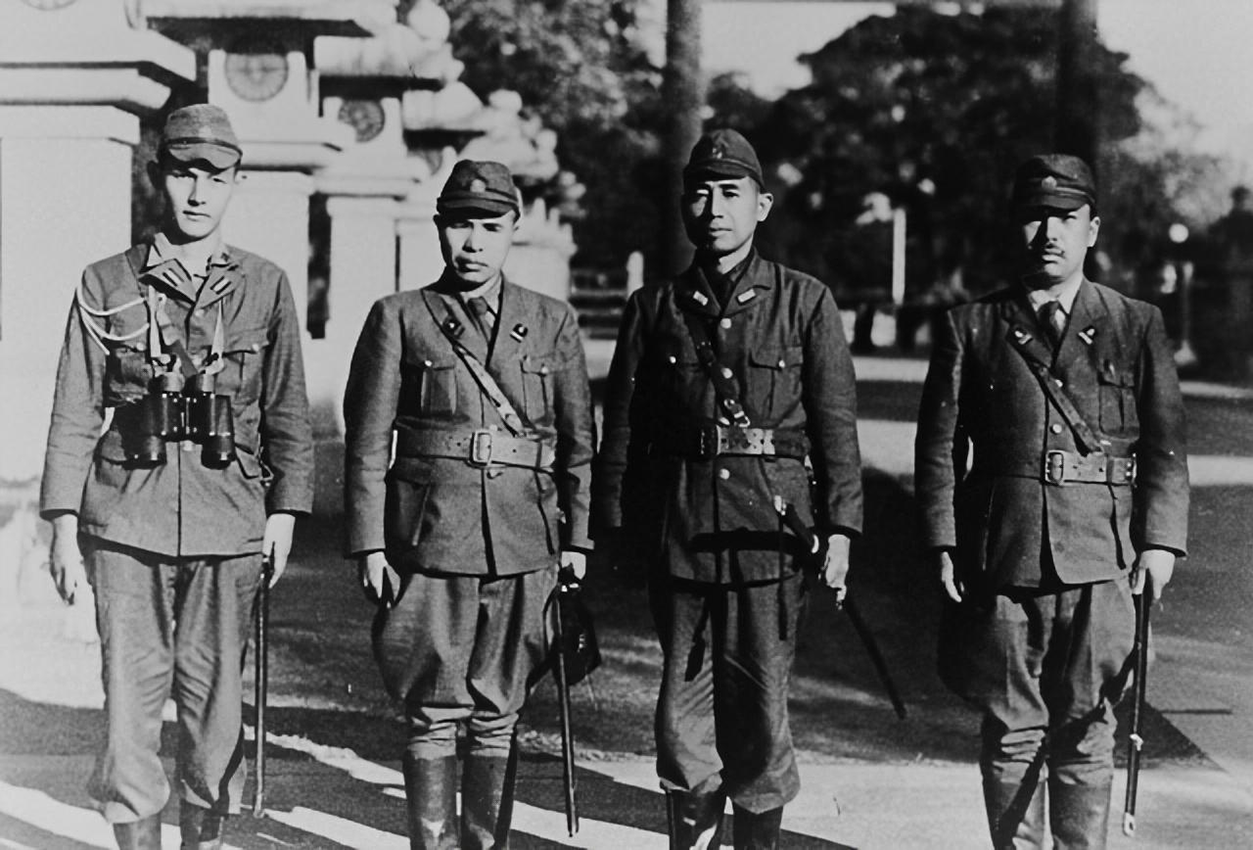
Von links: Major Chikanori Moji (Adjutant), Kodama Yoshio, Generalleutnant Ōnishi Takijirō und Soldat Fujiyoshi (藤吉男). Im Oktober 1944 im Tainan-Schrein auf Taiwan.

Nach seiner Freilassung trat er dem Kaiserlich Japanischen Heer bei. Seine Position innerhalb des japanischen Militärapparates ist häufig unklar, da er zu verschiedenen Zeitpunkten von allen Waffengattungen als irregulärer Mitarbeiter geführt worden ist.
Nach der Eroberung Shanghais durch japanische Truppen wurde er dort stationiert und arbeitete mit Doihara Kenji zusammen. Unter anderem war er 1939 Bodyguard für den von Doihara gewonnenen chinesischen Kollaborateur Wang Jingwei. Bei seiner Tätigkeit lernte er den Admiral und späteren Begründer der Kamikaze-Einheiten Ōnishi Takijirō kennen, zu dem er eine gute Freundschaft aufbaute.
Von 1939 bis 1941 reiste er als japanischer Spion durch China und baute ein Netzwerk auf, das verschiedene mit den Japanern kollaborierende Triaden umfasste. Er gründete ähnlich wie andere japanische Geheimdienstler seine eigene Kodama-Spezialabteilung (Kodama-Kikan), die dank seiner Beziehungen zu Admiral Ōnishi einen exklusiven Vertrag mit den japanischen Marineluftstreitkräfte zur Nutzung von Flugzeugen besaß.
Aufgrund dieser Voraussetzungen konnte Kodama mit Hilfe seiner von ihm selbst als „aufopfernde Jugendliche“ bezeichneten Bande in großem Stil in der Mandschurei und China plündern und das geraubte Gut mit hohem Profit in Japan verkaufen. Kodama selbst sah seine Tätigkeit später als rein idealistisch und patriotisch an.  Dank seines Idealismus wurde er bis zum Jahr 1945 zu einem der reichsten Japaner mit einem Vermögen von umgerechnet 175 Millionen US-Dollar. Bei seinen Raubzügen ging Kodama sehr brutal vor. Wenn er in ein chinesisches Dorf kam, ermordete er persönlich sofort den Vorsteher oder eine andere wichtige Persönlichkeit, um die Herausgabe aller Wertgegenstände zu beschleunigen.
Gegen Ende des Pazifikkriegs wurde Kodama zum Konteradmiral der Kaiserlich Japanischen Marine befördert. Er machte Bekanntschaft mit Ichiro Kono, einem später der LDP angehörenden Politiker, der ihm das System der Parteienpolitik Japans erläuterte und der in den 1960er Jahren für die Organisation der Olympischen Sommerspiele von Tokio verantwortlich sein sollte.

### Untersuchungshaft im Sugamo-Gefängnis
Die Niederlage Japans stellte für Kodama zunächst einen enormen Rückschlag dar. Kurz nach der Verkündigung der bedingungslosen Kapitulation Japans am 15. August 1945 wohnte er dem rituellen Selbstmord von Admiral Ōnishi bei, konnte sich in der Folgezeit aber nicht dazu überwinden, selbst Seppuku zu begehen.
Wenig später agierte er als Berater der japanischen Übergangsregierung von Prinz Higashikuni Naruhiko. Da Kodama die Konfiszierung seines Vermögens durch die US-amerikanischen Okkupationsbehörden befürchtete, gab er Teile davon an den Yakuza-Chef Karoku Tsuji, andere Teile wurden auf dem Gelände des kaiserlichen Palasts in Tokio aufbewahrt.
Im März 1946 wurde Kodama von den US-amerikanischen Okkupationsbehörden verhaftet und als einer von insgesamt 644 mutmaßlichen Kriegsverbrechern in das Sugamo-Gefängnis in Tokio eingeliefert. Hier traf er mit allen später verurteilten Hauptkriegsverbrechern zusammen, die ab Mai 1946 in den Tokioter Prozessen angeklagt wurden. Da er viel Zeit hatte, konnte sich Kodama in sämtlichen verfügbaren Tageszeitungen über die aktuellen Geschehnisse und tiefgreifenden politischen Veränderungen in Ostasien auf dem Laufenden halten. Er erkannte, dass die neuen demokratischen Kräfte in Japan schwach waren:

“And in the midst of all this rapid change, there is one thing which is lagging behind. This is parlamentary power.”

„Und inmitten all dieser raschen Veränderungen ist eine Sache, die zurückbleibt. Das ist die Macht des Parlaments.“

Dieses Machtvakuum sah Kodama als Chance für sein zukünftiges Fortkommen. Er knüpfte während seiner Haft wichtige Beziehungen zu politischen und wirtschaftlichen Größen, die ihm nach seiner Entlassung aus Sugamo sehr nützlich werden sollten. Zu diesen Bekanntschaften gehörten beispielsweise der Geschäftsmann Ryōichi Sasakawa, der sich später selbst als „reichster Faschist der Welt“ bezeichnete, der spätere japanische Ministerpräsident Kishi Nobusuke und weitere Politiker der wenige Jahre später gegründeten japanischen Partei LDP.
Wie viele weitere mutmaßliche japanische Kriegsverbrecher wurde Kodama während seiner Haft von der US-amerikanischen G-2 Section unter Charles Willoughby angeworben. Unter der Bedingung, alle antikommunistischen Aktivitäten der CIC-Abteilung von G-2 zu unterstützen, wurde die Anklage gegen ihn fallengelassen. Das in China geraubte Vermögen blieb in seinem Besitz. Am 24. Dezember 1948 verließ er das Sugamo-Gefängnis als freier Mann und sollte zeit seines Lebens nie wieder eingesperrt werden. Kodama verbrachte insgesamt sechseinhalb Jahre seines Lebens in Gefängnissen.

### Kuromaku

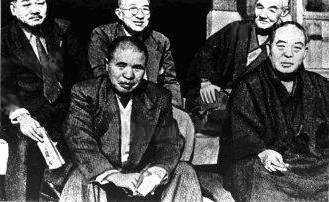
Kodama im Januar 1953 während eines Besuchs der konservativen Politiker Hatoyama Ichirō und Miki Bukichi in seinem Tokioter Anwesen. Ein Jahr später wurde Hatoyama japanischer Premierminister. Das Bild wurde 1953 in der Zeitung Mainichi Shimbun veröffentlicht.

Nach seiner Entlassung aus Sugamo demonstrierte Kodama schnell, dass er auf die Unterstützung der Yakuza zählen konnte. 1949 ließ er die Bande Meiraki-Gumi gegen die Gewerkschaften in der Hokutan-Kohlemine vorgehen. Bis 1950 hatte Kodama seine Position als Vermittler zwischen den Yakuza und dem Geheimdienst G-2 weitgehend gesichert. Über ihn versuchte G-2 Spionagemissionen in das 1949 kommunistisch gewordene China zu organisieren. Das von Kodama zu diesem Zweck angeheuerte Schiff "Choshu Maru" wurde aber von chinesischen Sicherheitsbehörden im Hafen von Schanghai festgesetzt.
Wenig später wurden die Unternehmungen von G-2 und damit auch der Kontakt mit Kodama von der Central Intelligence Agency (CIA) übernommen. Dies ging nicht ohne Reibungen vonstatten, da Kodama den Geheimdienst wenig später um 150.000 US-Dollar und eine Schiffsladung Wolfram betrog, die er im Auftrag der Amerikaner aus China herausschmuggeln sollte. Dennoch wurde der Kontakt aufrechterhalten und gepflegt, da er den US-amerikanischen Geheimdienst immer wieder vor der Gefahr einer kommunistischen Unterwanderung Japans warnte. Als Folge dieser Zusammenarbeit wurde die japanische Demokratie mit Billigung der CIA in eine Demokratie der Yakuza umgewandelt.
1955 wurde die Liberaldemokratische Partei (LDP) durch die Vereinigung von Liberaler Partei und Demokratischer Partei gegründet (Hoshu Gōdō dt. „Konservative Fusion“). Der Parteichef und japanische Premierminister Hatoyama Ichirō hatte seinen politischen Aufstieg im Wesentlichen Kodama zu verdanken. Die gesamte Führungsebene der Partei stand in engem Kontakt zu Kodama. Damit wurde das organisierte Verbrechen de facto zur Regierung Japans und Kodama hatte die Position des Kuromaku, der Grauen Eminenz der japanischen Politik eingenommen. Er war zusammen mit allen anderen Größen der japanischen Rechten Mitglied der „Alljapanischen Konferenz Patriotischer Verbände“ (全日本愛国者団体会議, Zen-nihon aikokushadantai kaigi, kurz: Zen'ai Kaigi).
Im Auftrag seiner Yakuza-Kollegen arrangierte Kodama aufgrund seines Einflusses Hunderte von Bestechungen und schwarzen Geschäften mit den japanischen Behörden und Allianzen zwischen verschiedenen Yakuza-Fraktionen. Umgekehrt wandten sich auch die japanischen Politiker bei Problemen an ihn. Ein Beispiel hierfür ist der geplante Staatsbesuch von US-Präsident Dwight D. Eisenhower im Jahr 1960, der im Zusammenhang mit der Ratifizierung des Vertrages über gegenseitige Kooperation und Sicherheit zwischen Japan und den Vereinigten Staaten von Amerika stand. Die linke japanische Opposition startete im Zusammenspiel mit Studentenorganisationen massive Proteste. (→Zengakuren) Der Premierminister Kishi Nobusuke bat über Kodama die Yakuza um Mithilfe bei der Absicherung des Staatsbesuchs. Daraufhin organisierten ca. 28.000 Yakuza unterschiedlicher Banden in Eigenregie und in Zusammenarbeit mit der Polizei einen Sicherheitsdienst. Dennoch führten die Protestaktionen zum Rücktritt des japanischen Premierministers und zur Absage von Eisenhowers Besuch, weil ein Angestellter von Kaiser Hirohito darauf hinwies, dass der Monarch bei den Ausschreitungen möglicherweise verletzt werden könnte.
Im April 1961 formte Kodama innerhalb der Zen'ai Kaigi seine eigene Fraktion mit dem Namen Seinen Shiso Kenkyu-kai (Gesellschaft zum Studium der Jugendideologie), die innerhalb der Dachorganisation einen harten Kern darstellte, dem hauptsächlich Yakuza angehörten. Am Ende der 1960er Jahre spaltete sich die Seinen Shiso Kenkyu-kai von der Zen'ai Kaigi ab. Ihre Mitglieder wurden militärisch trainiert und zur Einschüchterung und Ermordung unliebsamer Journalisten und Buchautoren eingesetzt. Ein Opfer dieser Organisation war der Journalist Hisatomo Takemori (久友竹森), dessen Buch mit dem Titel Schwarzgeld nach massiven Drohungen nicht verlegt wurde.
Kodama konnte bis zur Mitte der 1970er Jahre sein erhalten gebliebenes Vermögen weiter vermehren. Er besaß Anteile am Ginza-Nachtclub-Imperium von Hisayuki Machii, eine Schifffahrtsgesellschaft, eine Baseballmannschaft, ein Filmstudio und mehrere Sportzeitschriften. Die Führungsebene der LDP zollte ihm für seine Tätigkeit Dankbarkeit und Anerkennung. Kishi Nobusuke schrieb 1957 sogar persönlich das Vorwort für Kodamas Buch Sugamo Diary.

### Ächtung infolge des Lockheed-Skandals und Lebensende

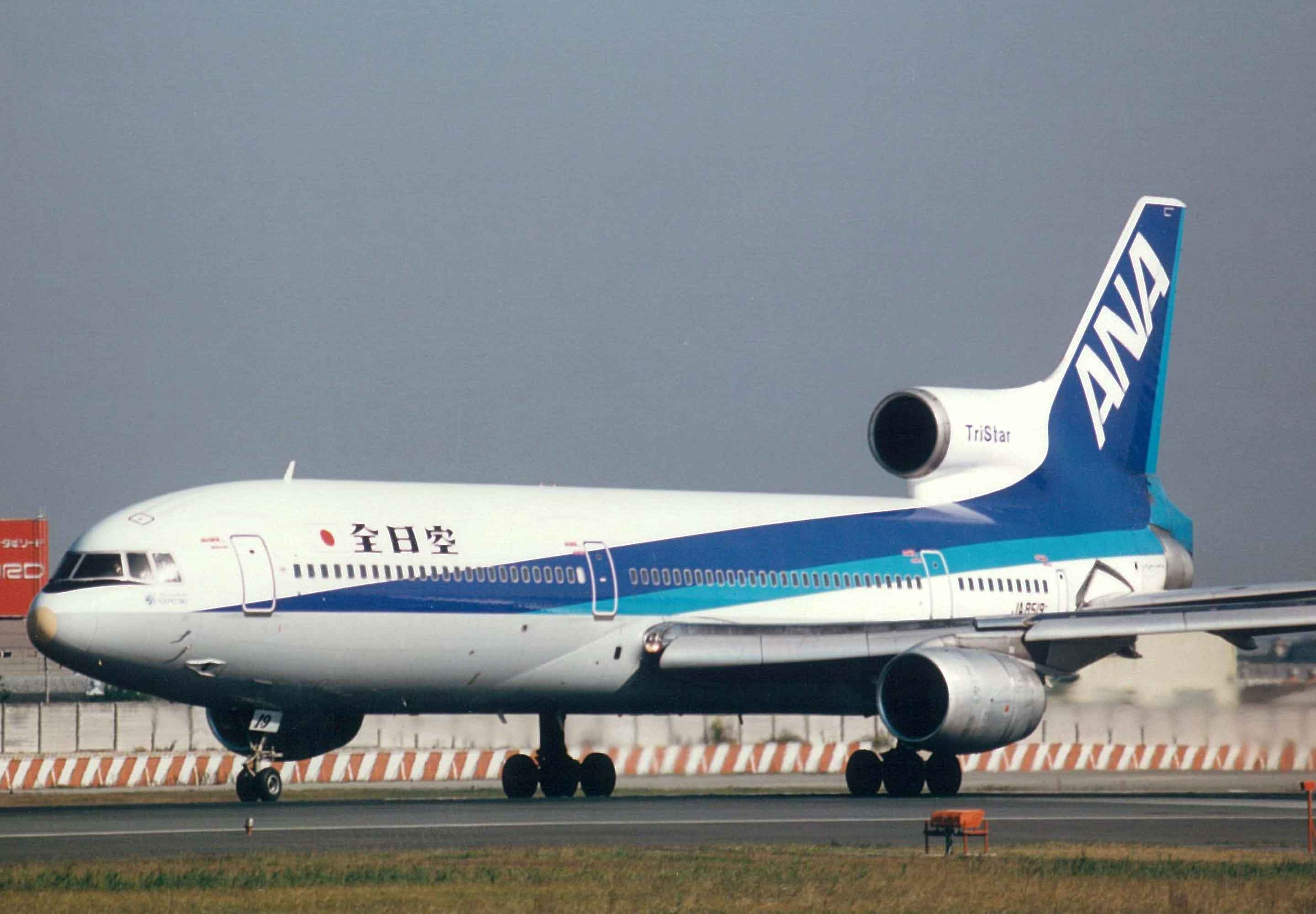
Ein Passagierflugzeug vom Typ Lockheed L-1011 TriStar der All Nippon Airways (ANA). Die Beschaffung dieser Maschinen im Dezember 1973 wurde wesentlich durch Kodama forciert.

Kodamas Karriere wurde im Februar 1976 durch den Lockheed-Skandal ernsthaft in Mitleidenschaft gezogen, der die größte politische Affäre in Japan seit dem Ende des Zweiten Weltkriegs darstellte. Anzeichen für seinen Abstieg mehrten sich seit dem Ende der 1960er Jahre. Durch seinen Austritt aus der Zen'ai Kaigi hatte er in zunehmendem Maße Kontakt zu führenden LDP-Politikern verloren und musste seine Interessen durch plumpe Bestechung durchsetzen. Seit dem Rücktritt des Premierministers Tanaka Kakuei im November 1974 hatte die japanische Öffentlichkeit genug von Bestechungen in der Politik, und japanische Journalisten begannen trotz Einschüchterung immer häufiger, die Machenschaften der Yakuza aufzudecken.
Als die von Kodama im Sinne von Lockheed vorgenommenen Bestechungen über den Kontakt zu Tanaka bekannt wurden, hatte das für ihn ungeahnte Folgen. Japanische Journalisten starteten einen gnadenlosen Feldzug gegen Kodama, Ermittler der Polizei führten Hausdurchsuchungen durch und beschlagnahmten belastende Papiere, die er nicht vernichtet hatte. Kodama wurde in der japanischen Rechten unbeliebt. Die Bestechungen im Interesse des US-amerikanischen Unternehmens Lockheed-Martin wurden als Verrat angesehen,  und man legte ihm nahe, Seppuku zu begehen.
Am 23. März 1976 führte der desillusionierte Pornofilmdarsteller Mitsuyasu Maeno mit einem Kleinflugzeug im Stil der Kamikaze-Flieger einen fehlgeschlagenen Mordanschlag auf den Yakuza-Boss aus. Kodama selbst erlitt wenig später einen Schlaganfall, nachdem er von der ihn belastenden Zeugenaussage eines ehemaligen Untergebenen erfuhr.
Gegen Kodama wurde im Juni 1977 ein gerichtliches Verfahren wegen Bestechung eingeleitet, das jedoch bis zu seinem Tod immer wieder verschleppt wurde. Das Netzwerk aus Politik und Yakuza, das in den 1990er Jahren als "Kuroi Kiri" (Schwarzer Nebel) bekannt wurde, blieb von dem Skandal aber noch weitgehend unbeeinträchtigt.
Nach der Einleitung des Gerichtsverfahrens verließ Kodama sein Haus nicht mehr und gab vor, bei schlechter Gesundheit zu sein. Er verstarb im Januar 1984 auf natürliche Weise im Schlaf an einem erneuten Schlaganfall.

## Publikationen
- 獄中獄外: 隨筆集; Transkription: "Gokuchū gokugai: zuihitsu·shū"; Übersetzung: „Im Gefängnis, Außerhalb des Gefängnisses: Essaysammlung“. アジア青年社出版局 (Verlag der Gesellschaft Junges Asien) 5. Auflage 1943
- R. Booth, T. Fukuda: I was defeated: A translation from the Japanese. 1951 (japanisch 1949)
- 運命の門; Transkription: "Unmei no kado"; Übersetzung: „Das Tor des Schicksals“. Rokumeisha 1950
- Sugamo Diary. Radiopress Tokio 1960 (japanisch 1956)
- 悪政・銃声・乱世: 風雲四十年の記錄; Transkription: "Akusei, jūsei, ransei: fūun shijūnen no kiroku"; Übersetzung: „Misswirtschaft – Knall eines Schusses – Zeitalter politischer Unruhen (jap. Wortspiel): Bericht über 40 Jahre ständigen Wandels einer Gesellschaft“. Kōbundō, Shōwa 36, Tōkyō [1961]
- 風雲: 児玉誉士夫著作選集; Transkription: "Fūun: Kodama Yoshio chosaku senshū"; Übersetzung: „Ständiger Wandel einer Gesellschaft: Ausgewählte Werke von Kodama Yoshio“. 3 Bände. Nihon oyobi Nihonjin sha, Shōwa 47, Tōkyō [1972]
- われかく戦えり: 児玉誉士夫随想・対談; Transkription: "Ware kaku tatakaeri: Kodama Yoshio zuisō taidan."; Übersetzung: „So kämpfe ich: Gelegentliche Gedanken von Kodama Yoshio – Ein Gespräch“. Kōsaidō Shuppan, Shōwa 50, Tōkyō [1975]
- 生ぐさ太公望—随想; „Existenzgrund der Angler – Gelegentliche Gedanken“. Kōsaidō 1976